# 花岡神社 (札幌市)
花岡神社（はなおかじんじゃ）は北海道札幌市南区簾舞2条5丁目3番1号にある神社。

## 祭神
- 大己貴神（おおなむちのかみ）
- 応神天皇（おうじんてんのう）
- 大山祇神（おおやまつみのかみ）

## 歴史
1882年（明治15年）、簾舞通行屋を運営する黒岩家が守護神として「八幡神社」を建立しており、これが後の産土神社の基礎となった。
簾舞の開拓が本格的に進行するようになった1902年（明治35年）12月、五十嵐儀三郎・浅野長之助・松澤松之助らの唱導により、天照大神・大山祇神・八幡大神（応神天皇）を祭神とする「八幡神社」が創祀される。社地は札幌農学校（北海道大学）第4農場が提供した「閑雅清域たる丘陵花ヶ岡」に設けられた。
さらに地域が発展すると神社の公認を得ようとする気運が高まり、書式不備や資金不足による紆余曲折はあったものの、1915年（大正4年）2月25日に「花岡神社」として創立の許可を得た。なお、祭神が天照大神から大己貴神に交替しているが、その理由は定かではない。
太平洋戦争終結後の1946年（昭和21年）8月1日、花岡神社は宗教法人として再出発する。
社地がもともと国立大学である北大用地であったため、1970年（昭和45年）には札幌財務局から国有財産賃貸契約を迫られるということがあった。これを契機に社地のあり方が見直され、1975年（昭和50年）に花岡神社は敷地実面積のみを購入し、残った隣接する部分は児童公園となった。

## 碑
成墾紀念碑
1909年（明治42年）7月建立。前年の北大第4農場による成墾を記念したもの。
北大農場は簾舞開拓における中心的役割を果たしており、碑建立には地域を挙げて寄付が集まった。
「記念」碑
1926年（大正15年）10月建立。簾舞開基50年と、北大第4農場35周年を記念して。
開基百年記念塔
1971年（昭和46年）9月15日建立。題字の揮毫は町村金五。子供たちが自由に上がって碑に触れられるように、台座は縦横約3メートルと広く造られている。

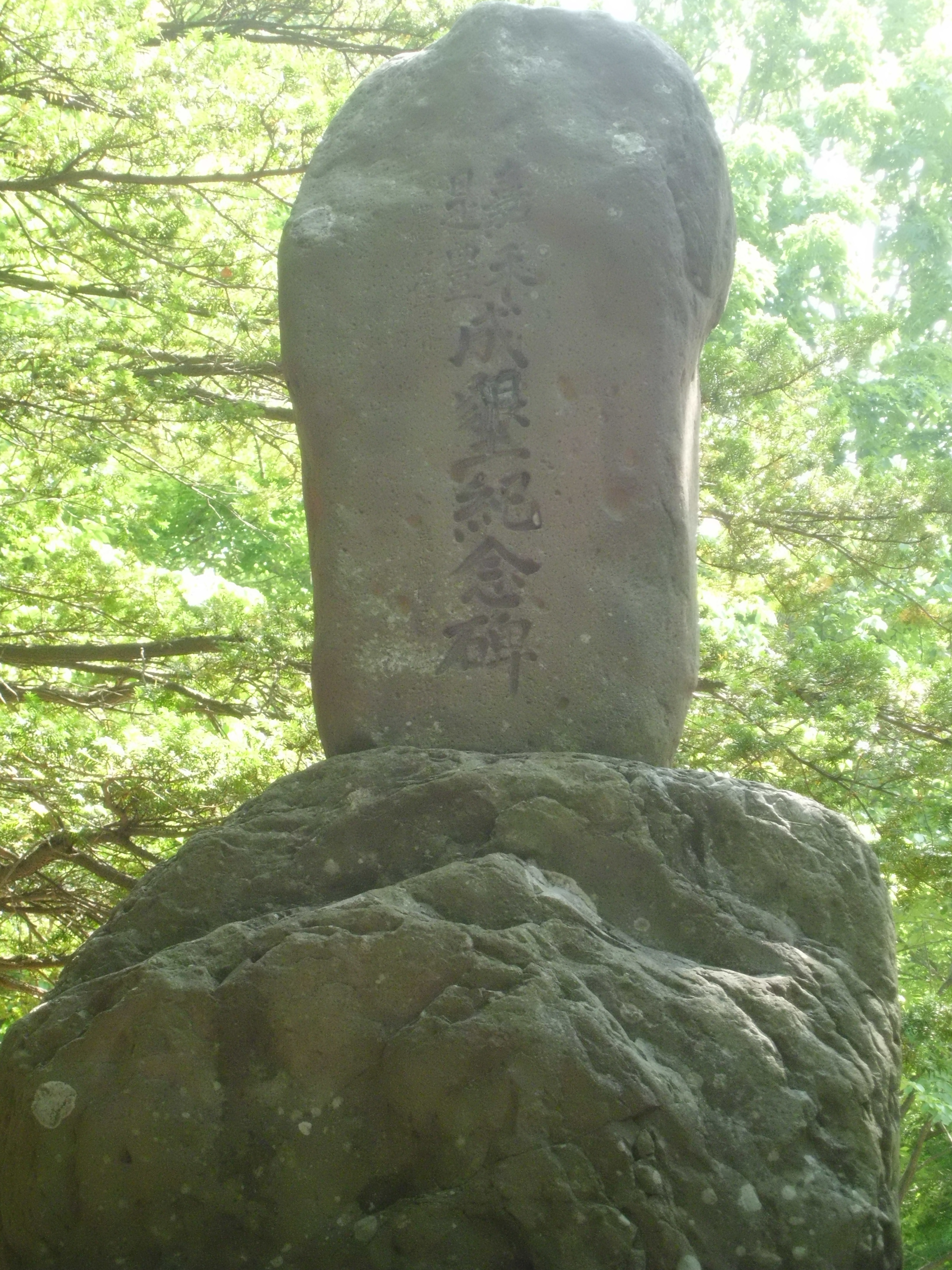
成墾紀念碑
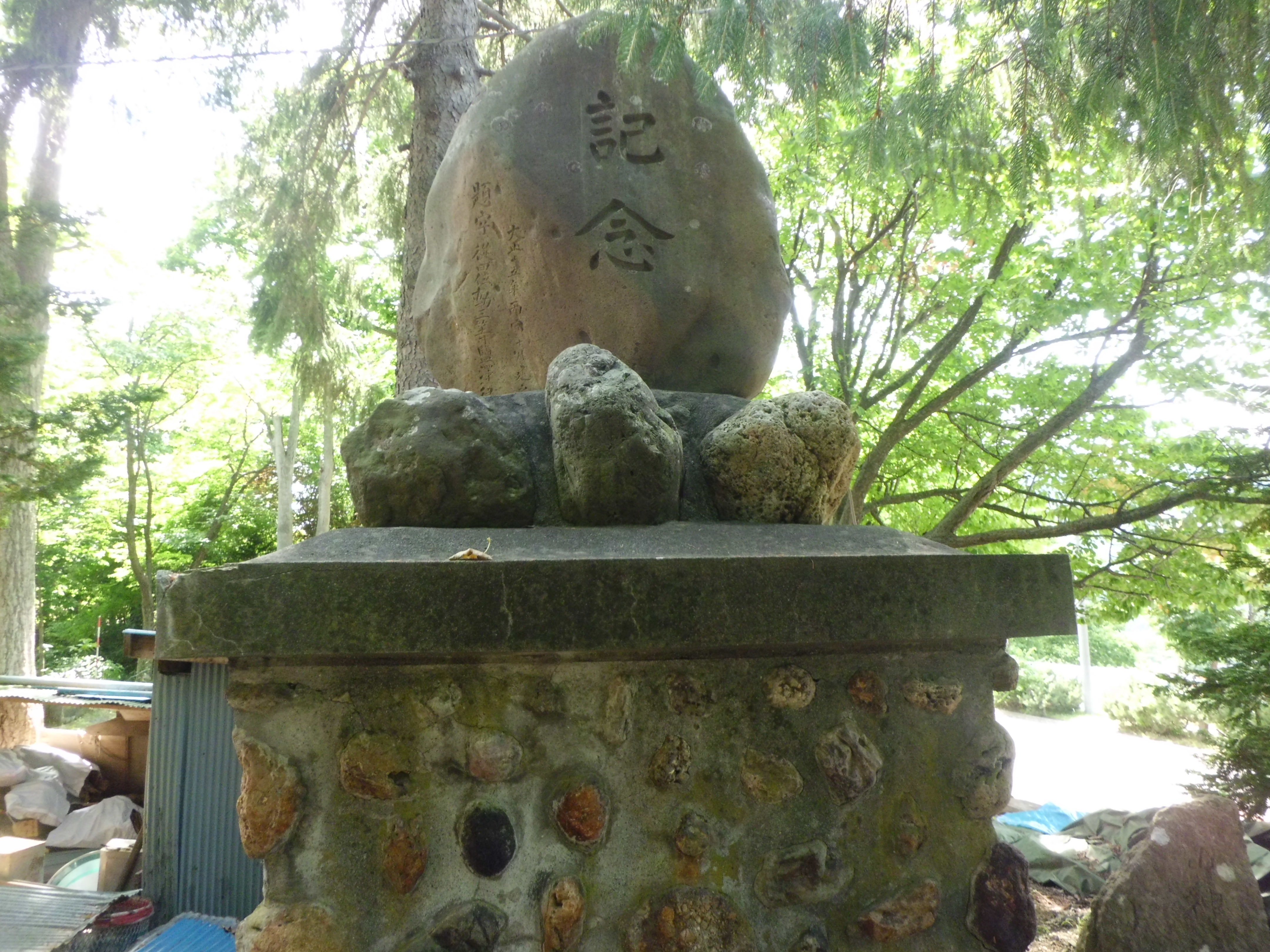
簾舞開基50年・北大第4農場35周年「記念」碑
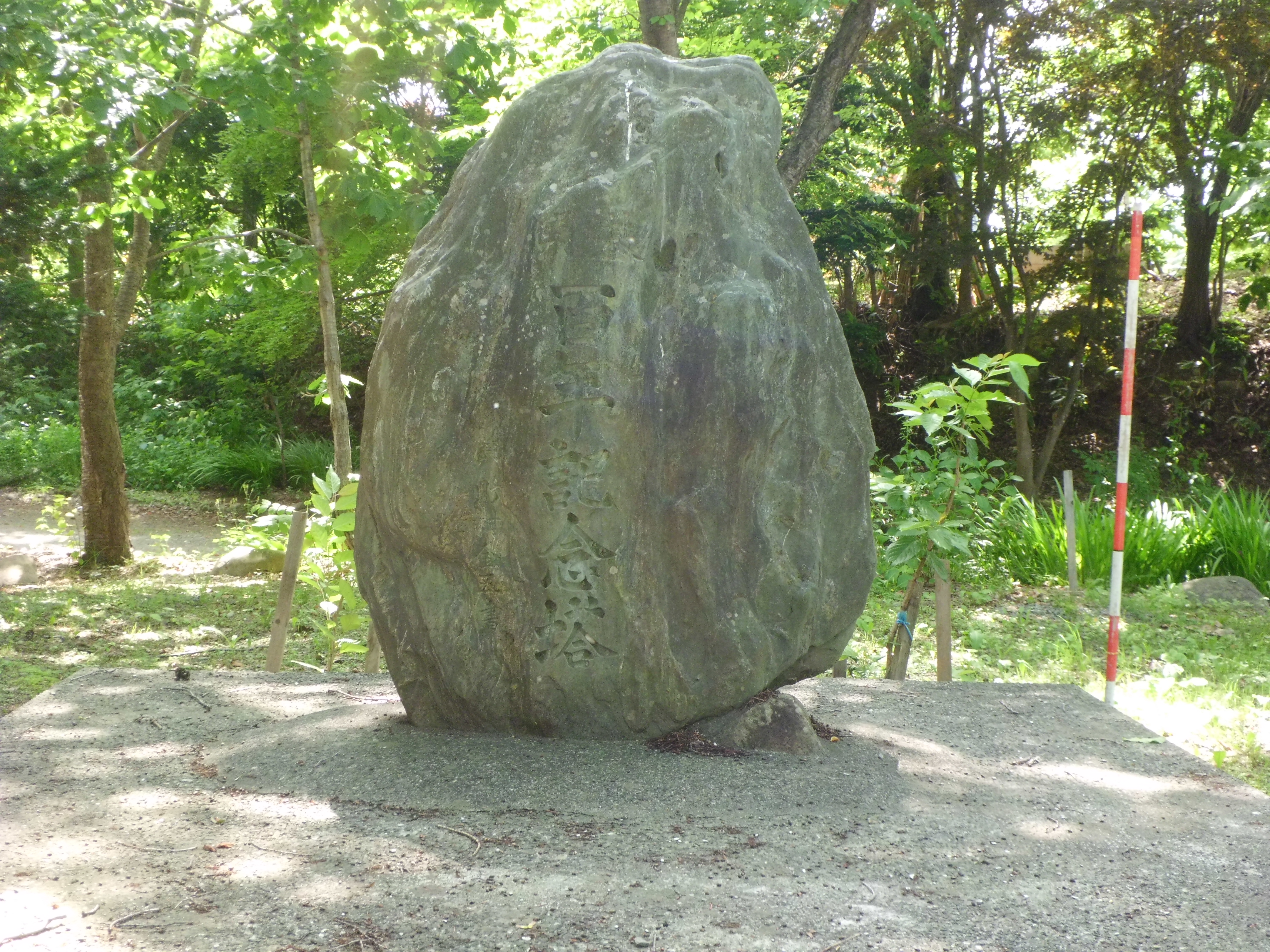
簾舞百年記念塔
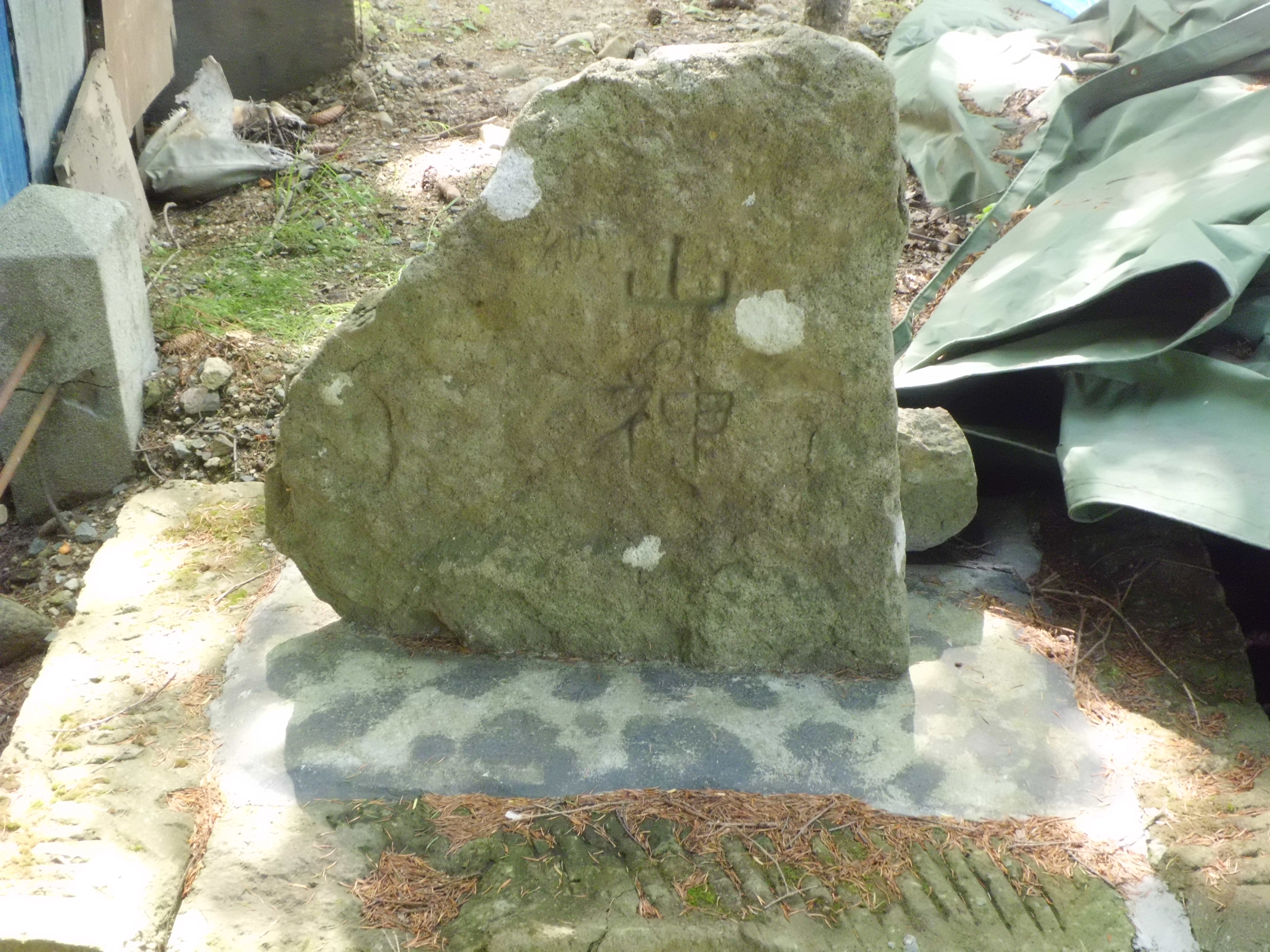
空沢「山の神」碑